# Канастеро скельний
Канасте́ро скельний (Asthenes wyatti) — вид горобцеподібних птахів родини горнерових (Furnariidae). Мешкає в Андах.

## Підвиди
Виділяють сім підвидів:

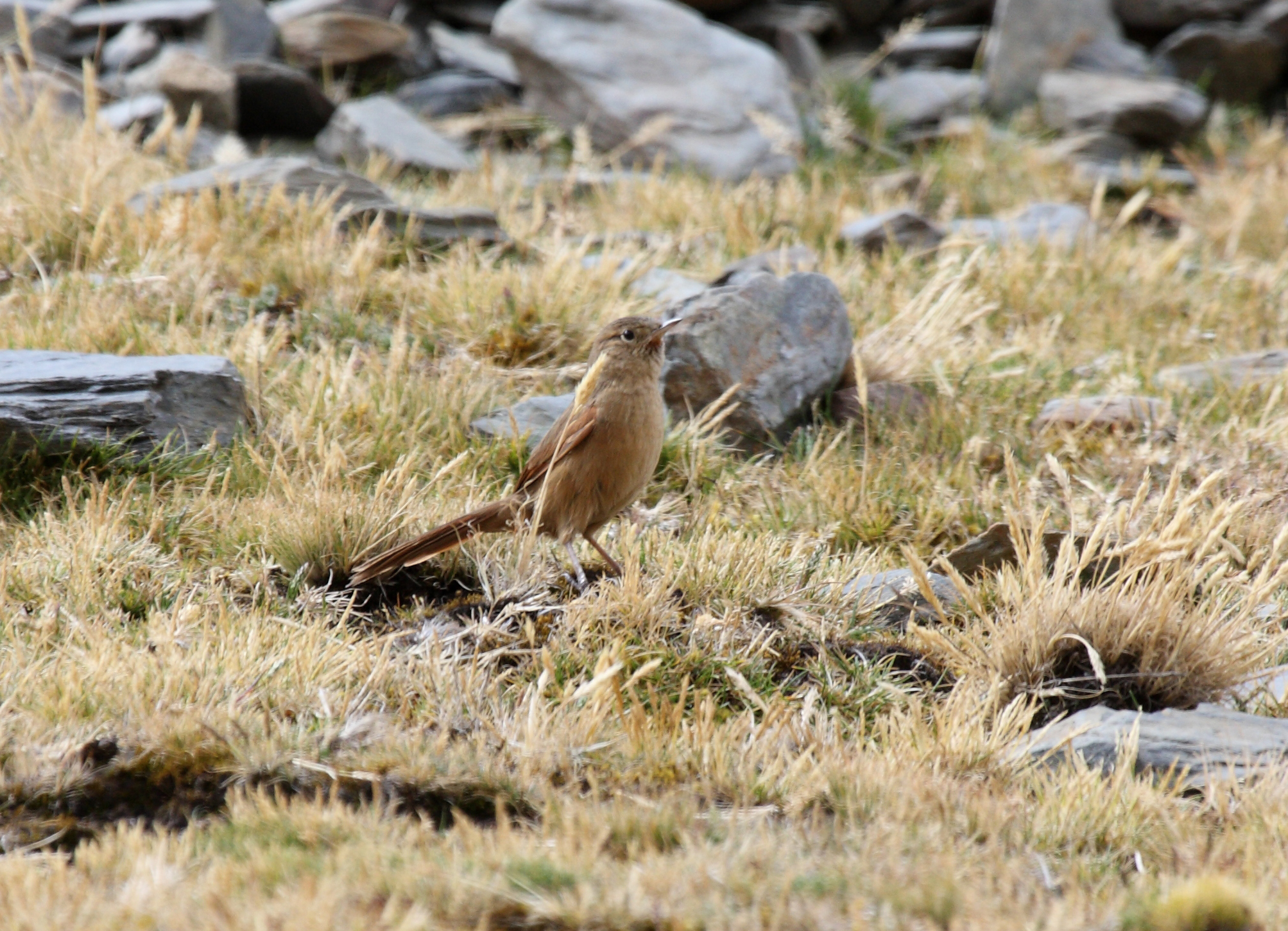
Скельний канастеро (Перу)

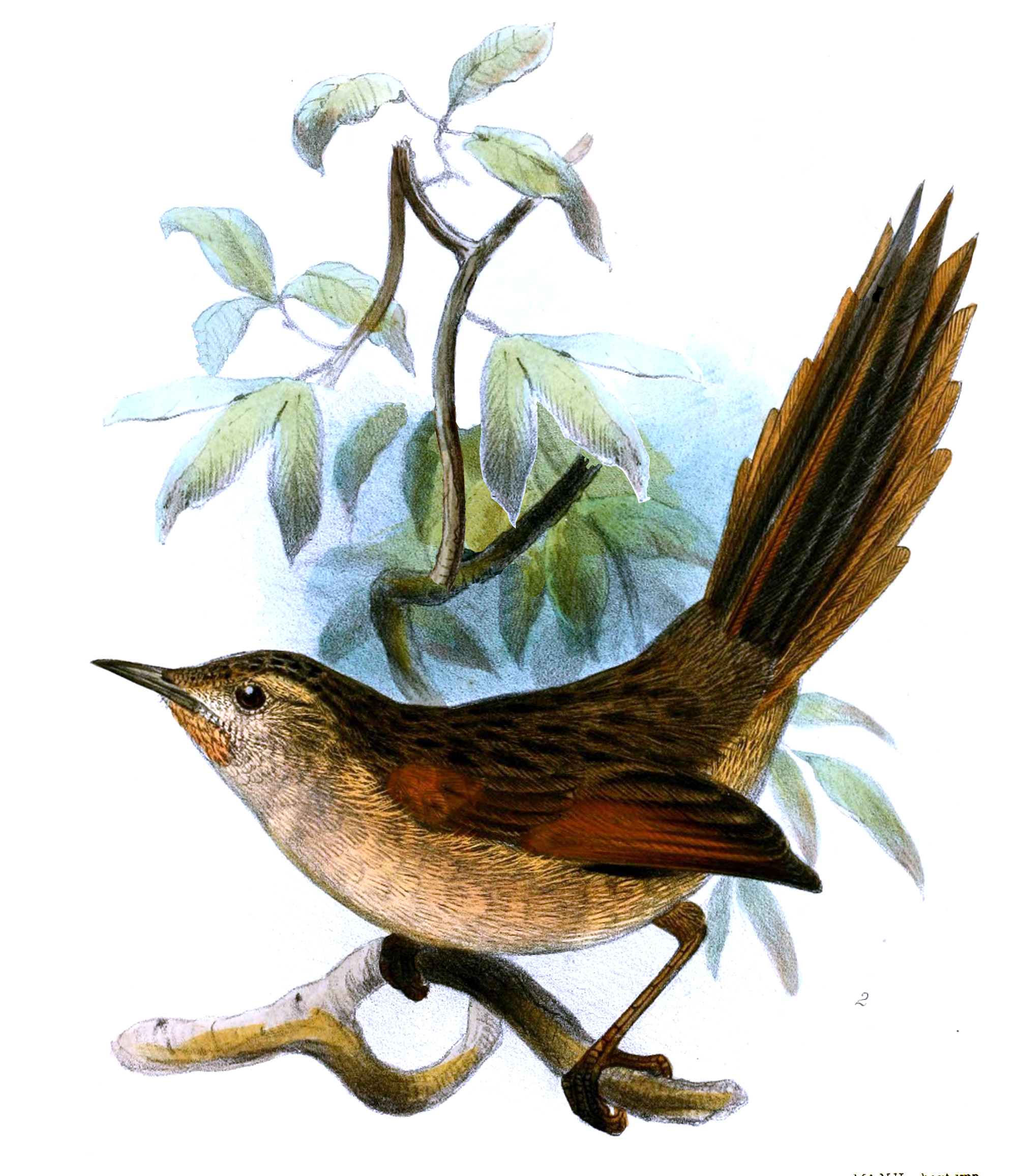
Скельний канастеро

- A. w. wyatti (Sclater, PL & Salvin, 1871) — Східний хребет Колумбійських Анд (Норте-де-Сантандер);
- A. w. sanctaemartae Todd, 1950 — Сьєрра-Невада-де-Санта-Марта (північно-східна Колумбія);
- A. w. phelpsi Chesser, 2016 — Сьєрра-де-Періха (кордон Колумбії і Венесуели);
- A. w. mucuchiesi Phelps & Gilliard, 1941 — Кордильєра-де-Мерида (Венесуела);
- A. w. aequatorialis (Chapman, 1921) — Західний хребет Еквадорських Анд (від Котопахі на південь до Карчі);
- A. w. azuay (Chapman, 1923) — південний Еквадор (Асуай, Самора-Чинчипе і Лоха) і північне Перу (П'юра, Кахамарка і Анкаш);
- A. w. graminicola (Sclater, PL, 1874) — центральне і південне Перу (від Хуніна до Пуно) та північна Болівія (західний Ла-Пас).

## Поширення і екологія
Скельні канастеро мешкають у Венесуелі, Колумбії, Еквадорі, Перу і Болівії. Вони живуть на високогірних луках парано і пуна, у високогірних чагарникових заростях та на скелях. Зустрічаються на висоті від 3000 до 4500 м над рівнем моря.